# سلیدوفه
سلیدوفه (به روسی: Селидове) شهری در استان دونتسک در کشور اوکراین است. جمعیت این شهر۲۱,۹۱۶ (۲۰۲۱ تخمینی) نفر است.